# STS-44
STS-44 est la dixième mission de la navette spatiale Atlantis. Elle a assuré une mission pour le département de la Défense des États-Unis.

## Équipage
- Commandant : Frederick D. Gregory (3)  États-Unis
- Pilote : Terence T. Henricks (1)  États-Unis
- Spécialiste de mission 1 : F. Story Musgrave (4)  États-Unis
- Spécialiste de mission 2 : Mario Runco, Jr. (1)  États-Unis
- Spécialiste de mission 3 : James S. Voss (1)  États-Unis
- Spécialiste du chargement 1 : Thomas J. Hennen (1)  États-Unis

Le chiffre entre parenthèses indique le nombre de vols spatiaux effectués par l'astronaute au moment de la mission.

## Paramètres de la mission
- Masse :
  - Navette au décollage : 117 776 kg
  - Navette à l'atterrissage : 87 919 kg
  - Chargement : 20 240 kg
- Périgée : 363 km
- Apogée : 371 km
- Inclinaison : 28,5°
- Période : 91,9 min

## Déroulement du vol
Le lancement prévu le 19 novembre 1991 est reporté de quelques jours à la suite d’un dysfonctionnement sur l’étage IUS porteur du satellite du DoD. Le lancement du 24 est retardé de 13 minutes à cause d’un problème de pressurisation dans le réservoir externe.
Le satellite d’alerte avancé DSP-16 "Liberty" du DoD est correctement déployé dès le 25 novembre et de nombreuses expériences sont menées en soute et en cabine dont l’expérience " Military Man in Space " conduite par l'astronaute militaire Thomas Hennen. Un test sur l'équipement EDO (Extended Duration Orbiter) est mené en soute. Cet équipement servira à accroître la durée de vol des orbiteurs. L'atterrissage, initialement prévu le 4 décembre au KSC (Kennedy Space Center), est avancé de 4 jours et déporté à EAFB (Edwards Air Force Base) en raison de la défaillance de l'une des trois unités de mesure inertielle de l'orbiteur.